# Maldív-szigetek
A Maldív-szigetek vagy hivatalosan Maldív Köztársaság egy szigetország az Indiai-óceánon, az Arab- és Lakkadív-tenger találkozásánál, az indiai-félszigettől délnyugatra.
A világ legnagyobb "korall" állama  és terület szerint a legkisebb állam Ázsiában. 26 atollból, 1192 szigetből áll, amelyből kb. 200 lakott.
Egyik sziget területe sem nagyobb 13 km²-nél. Összterülete  298 km², így csak kicsit nagyobb mint Szeged közigazgatási területe. A szigetvilágot Marco Polo az Indiai-óceán virága névre keresztelte.
A szigetország az 1970-es évek óta egyre népszerűbb turisztikai célponttá vált, amely egyre nagyobb jólétet hoz az ország lakóinak, ugyanakkor környezeti és társadalmi problémákat is okoz.
A szigetállamot kritizálják az emberi jogok és a vallásszabadság helyzetét illetően. Az alkotmánya és törvényei megkövetelik, hogy minden állampolgár muszlim legyen, és minden állami intézményben és független szervezetekben betöltött magas szintű pozícióhoz megkövetelik, hogy az egyénnek a szunnita iszlámot kell követnie.
A szigetek nem emelkednek 2,5 méternél magasabbra a tengerből, és a szárazföldi területének 80%-a legfeljebb 1 méterrel van a tengerszint felett. Az alacsony tengerszint feletti magasság miatt a szigetek létét a globális felmelegedés miatt a tenger elnyelése fenyegeti.

## Etimológia
A magyar nyelvben, miként jó néhány másik nyelvben használt maldív megnevezés eredete nem egészen tisztázott. Származhat a szingaléz mālā dvīpa (fűzér sziget) vagy a Maala Divaina (Nyaklánc-sziget) szavakból is. A lakosság önelnevezése a Dhivehin is annyit tesz szigetlakó.
Egyéb magyarázati lehetőség a Mahavamsza nevű régi ceyloni krónikában található, ahol a szigeteket Mahiladiva névvel illetik, s ami annyit tesz, a Nők szigete, ám az is lehetséges, hogy a szigetek páli nyelvű elnevezésének, a Koszorú-szigetnek a félrefordításáról van szó.
A Colby College professzora, Jan Hogendorn a szanszkrit mālādvīpa (szigetkoszorú) szóból eredeztette a Maldív-szigetek nevét.

## Földrajz

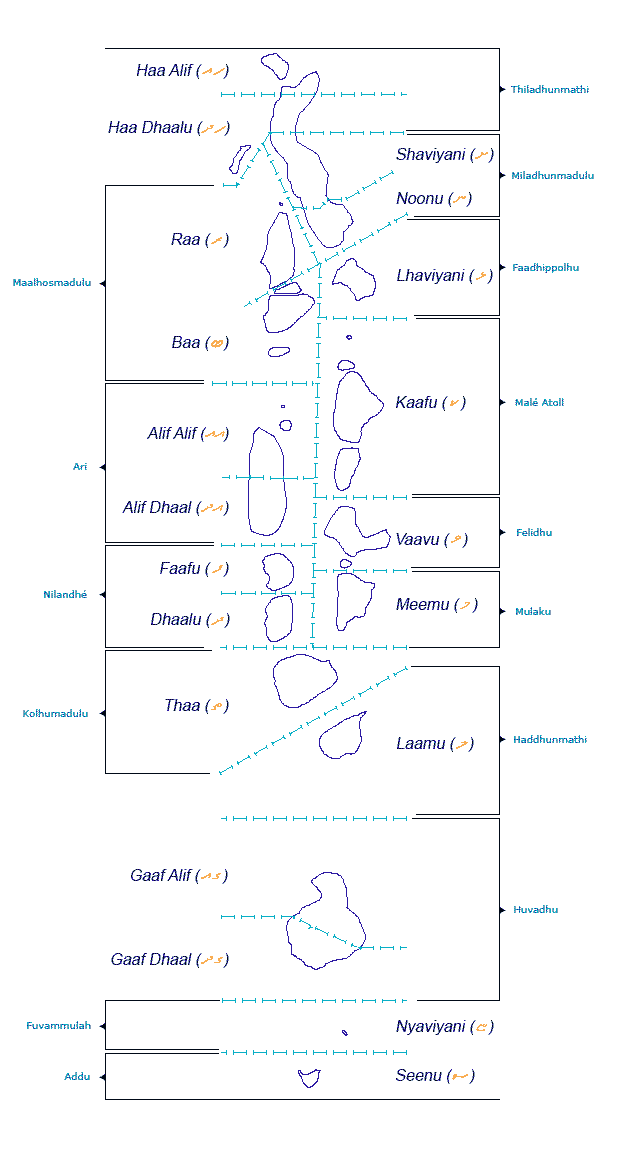
Atollok
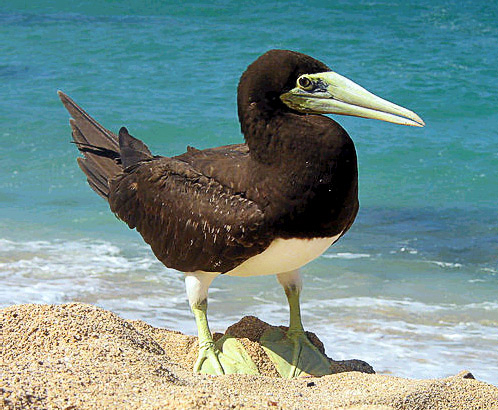
Fehérhasú szula
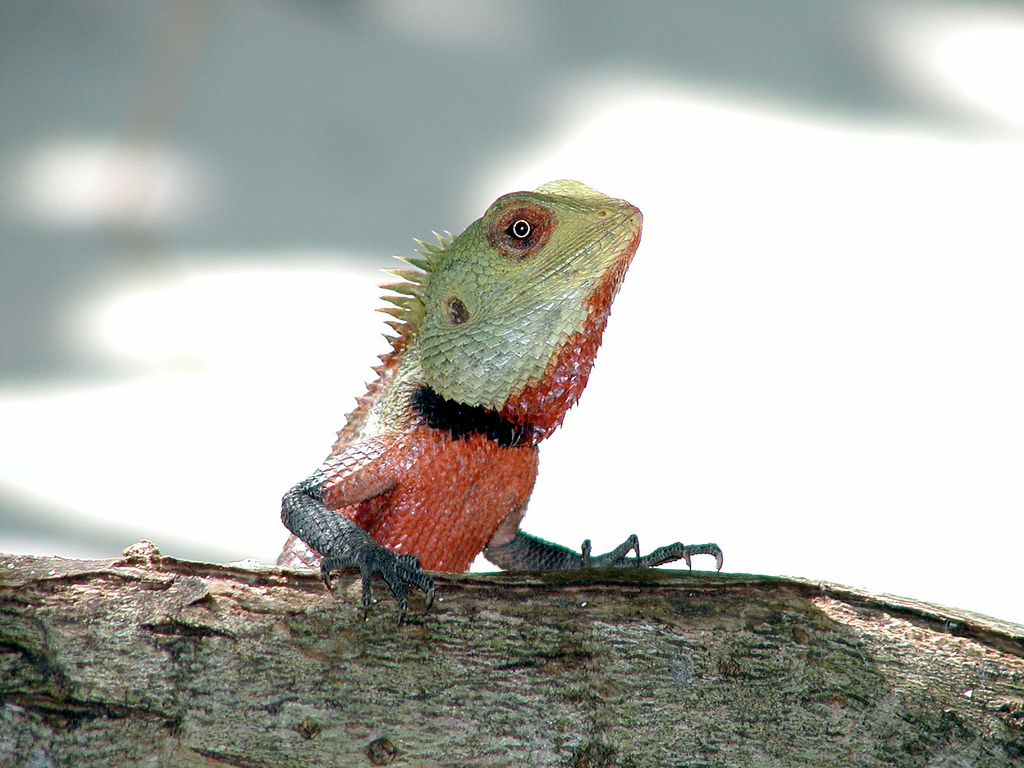
Agámafélék
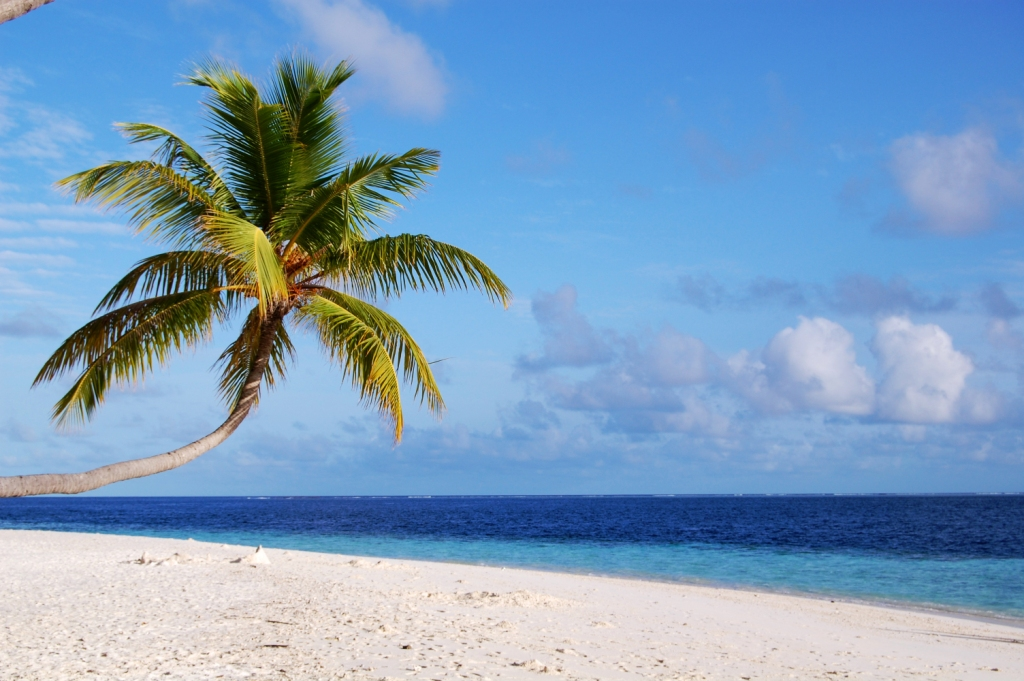
Kókuszpálma
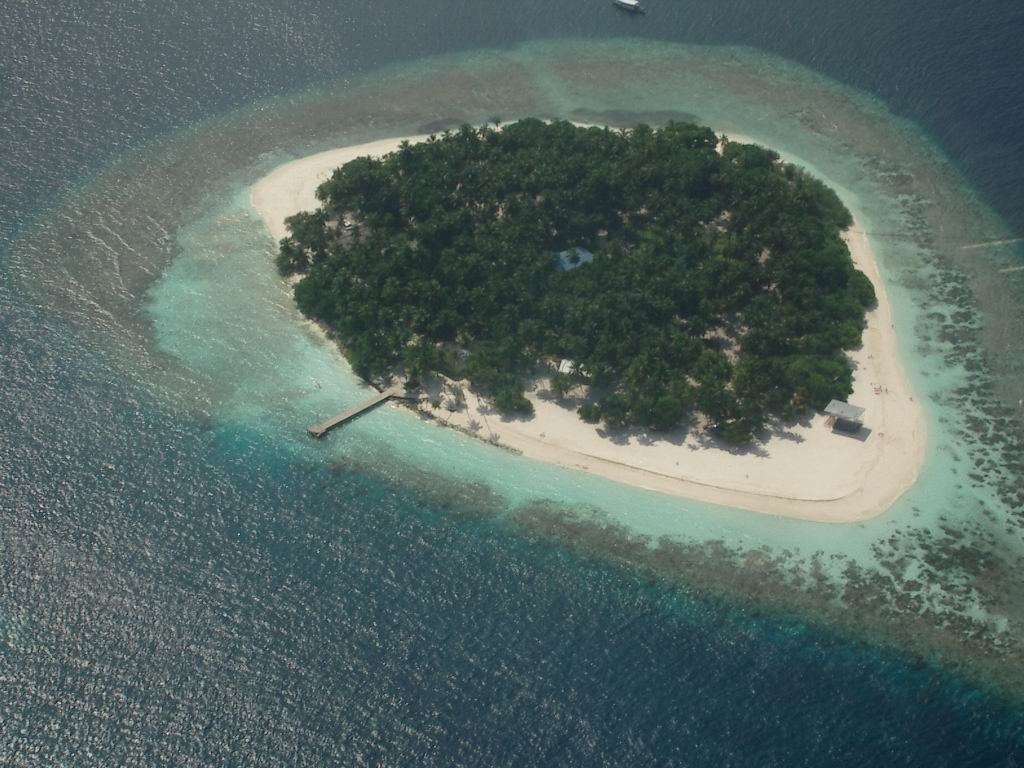
Egy a számtalan kis sziget közül

### Domborzat
A Maldív-szigetek az Indiai-óceánon található, 19 szigetcsoportból álló lánc, délnyugatra Indiától és Srí Lankától. Észak-déli irányban kb. 800 km hosszan nyúlik el kicsivel az Egyenlítőn túlra.
Legmagasabb pontja a déli részén fekvő Addu-atollon található (Vilingili-sziget), amely 2,3 m-re emelkedik a tengerszint fölé.

### A szigetek kialakulása
A Maldív-szigetek korábban Afrika és Ausztrália között félúton helyezkedtek el, de a földmozgások hatására a mai Afrika, India, valamint Ausztrália és az Antarktisz széthasadtak. A törésvonal mentén feltörő lávából tenger alatti hegységek alakultak ki, amelyet a korallok formáltak. A kialakult korallépítményekből szigetek alakultak ki, így jött létre a Maldív-szigetek.
Érdekesség, hogy a Guinness Rekordok Könyve szerint ebben az országban található a legalacsonyabban fekvő legmagasabb pont, tekintettel arra, hogy a Maldív-szigetek legmagasabb pontja mindössze 2,4 m tengerszint fölött.

### Éghajlat
A globális felmelegedés egyik hatása a tengerszint-emelkedés, mely a szigetcsoportot veszélyezteti. Tuvalu, Carteret-szigetek és a Barbados is hasonló problémákkal küzd. 2009. október 17-én a kormány az óceánban, a víz alatt tartotta a kabinetülését, ezzel híva fel a figyelmet arra, hogy ha a jelen tendencia folytatódik, akkor nemsokára el fog tűnni az országuk.
A szigeteken – elhelyezkedésüknek megfelelően – trópusi éghajlat uralkodik. A hőmérséklet többnyire csak éjszaka csökken 25 °C alá.
Az időjárást kétféle monszun befolyásolja: a délnyugati monszun májustól októberig tart, az északkeleti monszun novembertől áprilisig tart. A délnyugati monszun júniusban és júliusban általában szelet és intenzívebb csapadékot hoz.

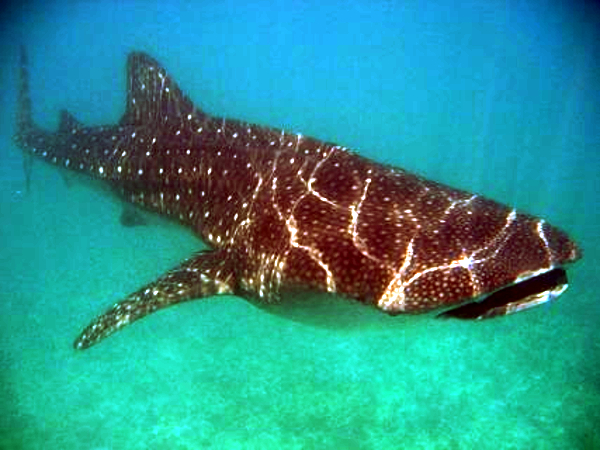
Cetcápa a Maldív-szigeteknél

### Élővilág, természetvédelem
A szigetek legjellegzetesebb fafajtája a kókuszpálma, amelyet a csavaros pálma, majd a mangó követ.
Állatvilágát a gyík, a gekkó, a holló, a gém, a sirály és természetesen a halak alkotják.
A vízalatti világ egyik leghatalmasabb lakója, a planktonnal táplálkozó cetcápa igen gyakori a szigetek környékén.

## Történelem

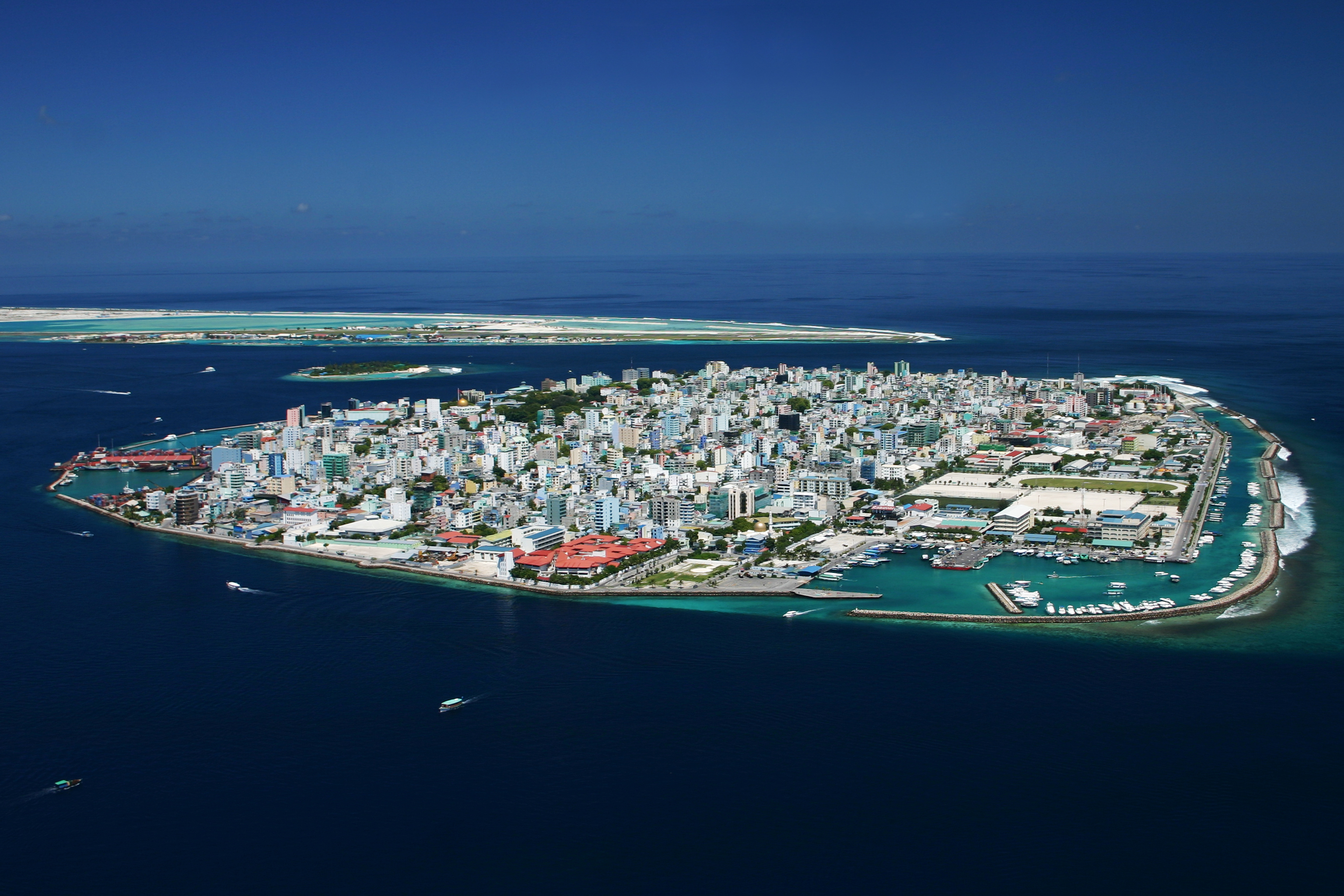
Malé, a Maldív-szigetek fővárosa

Kb. i. e. 500 körül Dél-Indiából indoárják vándoroltak be, akik benépesítették a szigeteket. A buddhista vallást gyakorolták. Őket a malájok és a szingalézek követték, majd a 12. század közepén arab és perzsa kereskedők jelentek meg, akik a szigeten egy szultanátust alapítottak és bevezették az iszlám vallást. 1558-ban a portugálok foglalták el, akiket németalföldiek, franciák és angolok követtek a szigeteken.
1802-ben brit védnökség lett.
1932-ben a Maldív-szigetek III. Sultan Mohammed Shamsudeen-től megkapja első alkotmányát.
A második világháború idején a nagyobb szigeteken angol haditámaszpontokat, valamint 1942-ben a Gan-szigeten egy katonai repülőteret hoztak létre.
1953 januárjától köztársaság lett, amelynek elnöki posztját a szultán egyik rokona töltötte be. Egy népszavazást követően 1954-ben ismét bevezették a szultanátust, ahol Mohammed Farid Didi lett a szultán.
1956-ban az Egyesült Királyság újabb katonai repülőteret létesített, de 1963-ban elhagyták a szigeteket.
1965-ben elnyerte függetlenségét, majd 1968-ban az ország – az Alkotmány megváltoztatásával – elnöki köztársaság lett. Ezzel végetért Didi szultán uralma. A kormányfő Amir Ibrahim Nasir lett.
A britek 1973-ban végleg elhagyták a szigeteket, mert a katonai repülőterekre vonatkozó használati jogosultságuk lejárt.
1988 novemberében maldív-szigetiek egy csoportja srí lankai tamil zsoldosok segítségével államcsínyt szervezett. A kormány segélykérésére 1988. november 3-án éjszaka az indiai légierő Agrából egy ejtőernyős zászlóaljat szállított megszakítás nélküli 2000 km-es repüléssel a Maldív-szigetekre. Az ejtőernyősök órákon belül helyreállították Maléban a kormány uralmát. A rövid, vértelen hadműveletben az indiai haditengerészet is részt vett.
2004. december 26-án az indiai-óceáni földrengést követő cunami nagy károkat okozott. A teljes kár meghaladja a 400 millió dollárt, a GDP 62%-a volt. A legmagasabb árhullám a jelentések szerint meghaladta a négy métert.

## Politika és közigazgatás

### Alkotmány, államforma
Államformája köztársaság. Alkotmányát 1998. január 1-jén léptették hatályba.

### Törvényhozás, végrehajtás, igazságszolgáltatás
A törvényhozó hatalmat az egykamarás parlament, az 50 tagú Polgárok Gyűlése (Madzslisz) gyakorolja, melynek 42 tagját választják. Közülük 2 fő Malé, 2 fő pedig a 20 atoll képviselője. Nyolc képviselőt a köztársasági elnök nevez ki. A mandátumot mind a választott, mind a kinevezett képviselők 5 évre kapják.
A végrehajtó hatalom a parlament által titkos szavazással 5 évre választott köztársasági elnök kezében van, a választást népszavazással is megerősítik. Az elnök a parlamentnek felelős Kabinet segítségével kormányoz. A 20 atoll élén a köztársasági elnök által kinevezett egy-egy vezető (verin) áll; s az atollok közigazgatására külön minisztériumot szerveztek.
Igazságszolgáltatása az iszlám joggal áll összhangban. Bírósági szervezeti rendszere élén álló Felsőbíróságát 1980-ban alapították.

### Emberi jogok, jogállamiság
A Freedom House 2024-es jelentése a »részben szabad« csoportba sorolta az országot. A legjelentősebb problémák a korrupció, a vallásszabadság hiánya, a visszaélések, továbbá a nőkkel szembeni egyenlőtlen bánásmód.
Számos alapvető emberi szabadság a 2020-as évek elején is korlátozott. A maldív újságírásra hatással vannak a korlátozó jogszabályok, a zaklatás és az állami tulajdonú szervezetek befolyása. A Legfelsőbb Bíróság korábban is beavatkozott politikai ügyekbe, a politikai érdekeknek megfelelően járt el.
Az előzetes letartóztatás gyakori, 2024-ben az országban fogva tartottak közel 30 százalékát teszik ki. Sokakat rendkívül hosszú ideig tartanak előzetes letartóztatásban a nyomozás és a tárgyalási folyamatok késése miatt.
A korbácsolás és a testi fenyítés egyéb formái engedélyezettek egyes bűncselekmények esetében, és a gyakorlatban korbácsolási ítéletet hoztak olyan bűncselekményekért, mint például a házasságon kívüli szex.
A hátrányos helyzetű lányokat és nőket aránytalanul sújtják az olyan bűncselekményekért járó büntetések, mint a paráznaság és a házasságtörés, amelyek a saría (iszlám jog) értelmezéséből származnak. Többek között a házasságra és a válásra vonatkozó szabályok mellett a női állampolgárok nem házasodhatnak nem muszlim külföldiekkel.
A vendégmunkás munkavállalók, akik a lakosság körülbelül egyharmadát teszik ki, eltérő bánásmódban részesülnek az állami hatóságok részéről, és nehezen férnek hozzá az igazságszolgáltatáshoz. A vendégmunkások szabad mozgását korlátozzák, és gyakran a munkáltatók visszatartják az útlevelüket, még akkor is, ha ez a gyakorlat illegális.
A vallásszabadság erősen korlátozott a Maldív-szigeteken. Az iszlám államvallás, és az alkotmány lehetővé teszi a jogok és szabadságok korlátozását az iszlám védelme érdekében. Egyes törvények kriminalizálják a vallás kritikáját, és a nyilvános prédikációhoz engedély szükséges. A nem muszlim külföldiek csak a magánéletben tarthatják vallásukat.
A szekularista írók és a lelkiismereti szabadság szószólói különböző csoportok halálos fenyegetéseivel szembesülnek.

### Politikai pártok
A szigeteken politikai pártok egészen 2003-ig nem voltak.

### Közigazgatási beosztás
A Maldív Köztársaság 26 atollja összesen 1192 szigetre és 20 kerületre van osztva. Atollvezetők irányítanak, akiket az elnök választ. Male főváros a kormány irányítása alatt áll.

## Népesség

### Általános adatok
A lakosság kb. egyharmada a fővárosban, a maradék a szigetcsoport körülbelül 200 lakott szigetén oszlik meg.

### Népességének változása
| Lakosok száma | 88 960 | 103 759 | 121 593 | 145 563 | 177 213 | 221 963 | 256 347 | 287 594 | 319 660 | 436 330 |
|               | 1960   | 1966    | 1972    | 1978    | 1984    | 1991    | 1997    | 2003    | 2009    | 2017    |

### Etnikai megoszlás
A lakosság a Dél-Ázsiából bevándorló dravidák, szingalézek és arabok, az Afrikából ideszármazott feketék, és a Madagaszkárról ideérkezett malgasok keveredéséből jött létre.

### Nyelvi megoszlás
Az ország nyelve a szingalézzel rokon maldív nyelv, az írásuk arab eredetű. Ezenkívül a lakosság másik része beszél tamil, bengáli, nepáli és egyéb olyan nyelveket, amiket Indiában vagy Kínában használnak.

### Vallási megoszlás
A teljes lakosság az iszlám szunnita ágát követi.

## Gazdaság

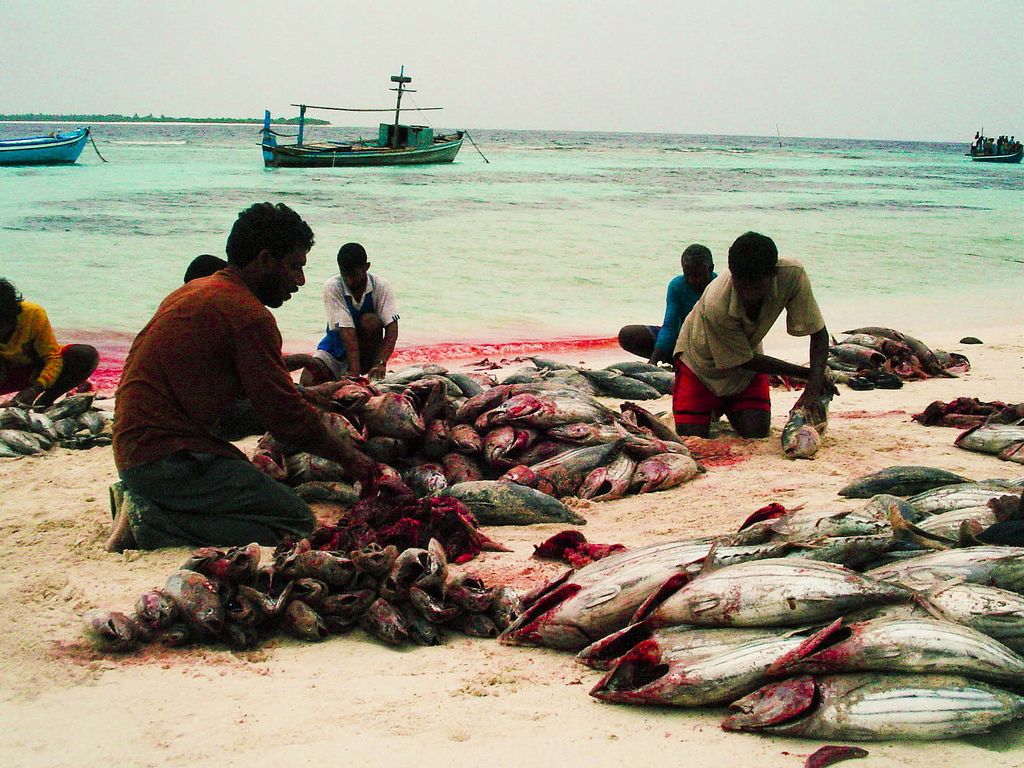
Halászok a zsákmánnyal

### Általános adatok
A Maldív-szigetek gazdasága elsősorban a turizmus, a halászat és a hajózás tevékenységein alapul. Egyes gazdasági ágak, különösen a turizmus, rövid idő alatt felfejlődtek.
Egy-egy szigeten 200-300 ember lakik, a szigetek önellátóak, így csak a főbb élelmiszereket, a rizst és a teát importálják Indiából.
A korallok mészkövet biztosítanak, amelyet építőanyagként használnak fel. A Maldív-szigetek éves GDP-jének mintegy 30 százalékát alkotják a felső kategóriás idegenforgalmi szolgáltatások nyújtásából származó bevételek.

### Gazdasági ágazatok
Főbb gazdasági ágak: turizmus, halfeldolgozás, hajóépítés, kókuszdió feldolgozás, kézművesipar, szőtt szőnyegek készítése, korallkitermelés és homokbányászat.
2017 a foglalkoztatottak 69,5%-a szolgáltatásokban, 22,8% az iparban, 7,7% a halászatban és a mezőgazdaságban dolgozott. 2015-ben a GDP 81%-át a szolgáltatások adták, az ipar 16%-át.

#### Mezőgazdaság
A fő kultúrnövény a kókuszpálma, évi 13-15 ezer tonna kókuszdiót termelnek, melyet élelmiszerként hasznosítanak és exportálnak is.
Az állattenyésztés jelentéktelen.
A halászat – különösen a tonhal, a tőkehal és a bonító – a gazdaság rendkívül fontos ága.
A pálmafákat rengeteg dologra hasznosítják: olaj, cukor, ecet, tüzelőfa, kötél, csónak és házak építőanyaga.

#### Ipar
Az ipari termelés szerény mértékű és a fővárosban összpontosul. Főként a hal- és kókuszfeldolgozásra, rizshántolásra, olajütésre koncentrálódik. Az általánosan elterjedt kézműipar főleg csónak- és halászháló-készítéssel foglalkozik.

#### Kereskedelem
A szigetek közötti kapcsolatot a hajózás biztosítja. Szerény kereskedelmi flottával (kb. 60 hajó 85 000 BRT űrtartalommal) rendelkezik. 
Külkereskedelme erősen deficites, az import értéke (185 millió USA dollár) cirka a triplája az exporténak (59 millió USA dollár). A kivitel főbb tételei: 83% hal és halkonzerv, 10% kókuszdió és kopra. A behozatal 49%-a fogyasztási cikk, 25%-a gép, 10%-a kőolajtermék.[mikor?]
Jelentősebb külkereskedelmi partnerek 2017-ben : 
- Import: Egyesült Arab Emírségek 17,1%, India 13,5%, Szingapúr 13,3%, Kína 10,8%, Srí Lanka 6,7%, Malajzia 6%, Thaiföld 4,5%
- Export: Thaiföld 42,8%, Srí Lanka 8,7%, Banglades 6,4%, Franciaország 6,2%, USA 6,1%, Németország 5%

#### Az országra jellemző egyéb ágazatok
Az egykori agrárország gazdaságának kiemelkedő ágazata ma már az idegenforgalom. Az egyenletesen meleg klíma, a tiszta levegő és víz, a jó fürdőzési lehetőségek a lakosság számát meghaladó külföldit vonzanak. A GDP 60%-a az idegenforgalomból származik.

## Közlekedés

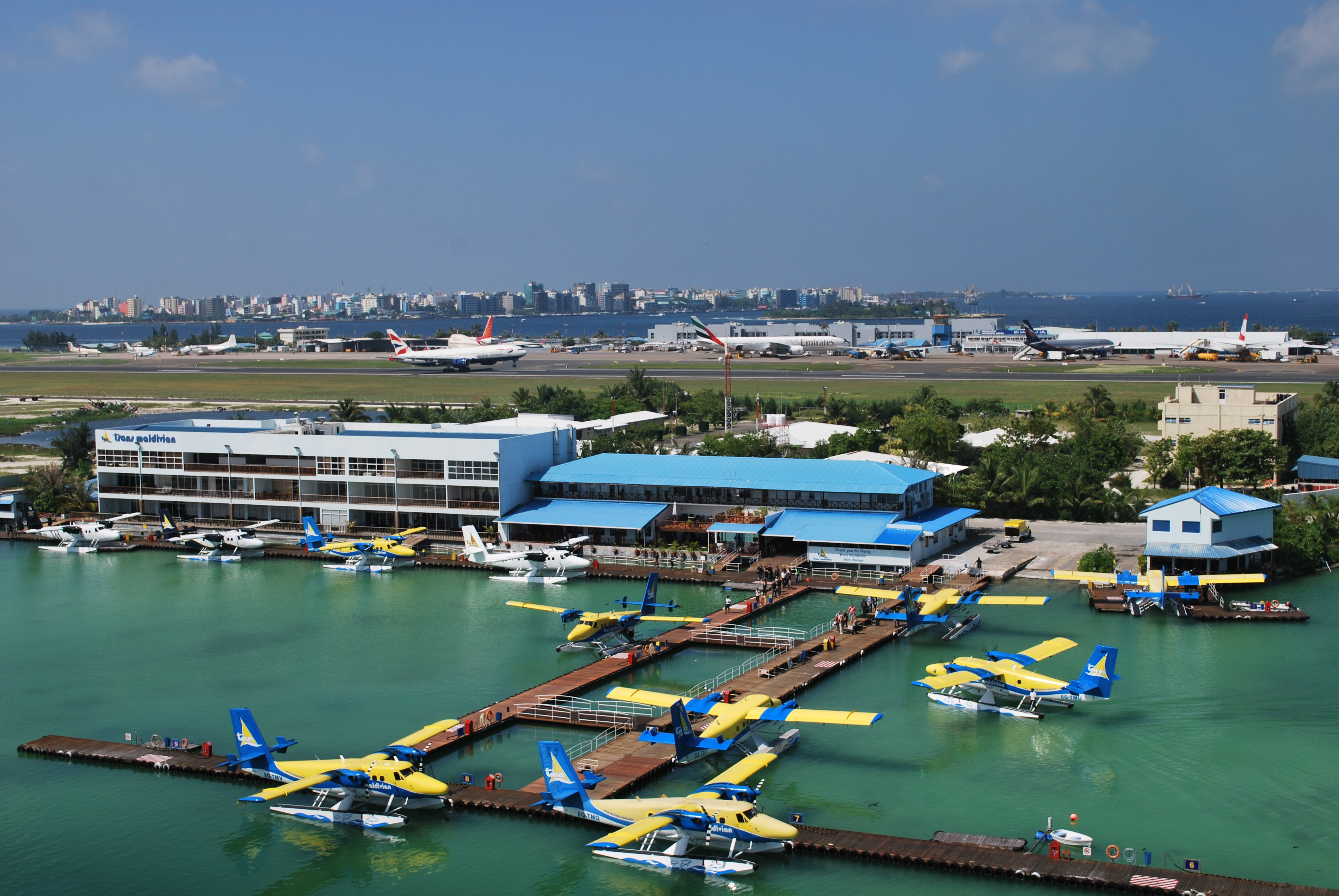
Malé International Airport, háttérben Malé

Autók és utcák csak két helyen, a fővárosban ill. Fuvamullah-szigeten találhatók. Bal oldali közlekedés van, amit a britektől örököltek.
Az országban két nemzetközi repülőtér található: a Malé International Airport a Hulhulé-szigeten és a Gan International Airport a Gan-szigeten.
A szigetek közt a legfőbb közlekedési eszközök a hajófélék, továbbá a repülő.

## Telekommunikáció
| Hívójel prefix | 8Q |
| ITU zóna       | 41 |
| CQ zóna        | 22 |

## Kultúra

### Vallás
A hivatalos vallás az iszlám szunnita ágazata. Ennek ellenére az iszlám előtti anyaistennő tisztelete is megmaradt.
Az iszlám szerinti imaidők: napfelkelte előtt 1 órával; délben; délután 3:30 körül; naplementekor; kora este. Ezekre az időpontokra a mudhim hívja fel a figyelmet, aki manapság a tévében jelzi az ima idejét a hívőknek, ilyenkor a műsort megszakítják. Az üzletek és hivatalok az imák idején 15 percre bezárnak.
Az egy holdhónapig tartó Ramazán ünnepe (máshol Ramadán néven ismert) minden évben más időpontban kezdődik, mivel egy bizonyos újhold feltűnéséhez igazodik. A Ramazán ideje alatt a hívőknek napkeltétől napnyugtáig tilos enni, inni, dohányozni és nemi életet élni. Az evés és ivás tiltása alól mentesülnek a kisgyerekek, a terhes vagy menstruáló nők és az úton lévők. Ez az időszak a nem hívők számára is megterhelő, mert (a nyaralóhelyeken kívül) napközben zárva vannak a teázók és kávéházak, a hivatalok rövidebb munkaidőben vannak nyitva. A látogatók számára kerülendő az evés, ivás, dohányzás a nyilvános helyeken, illetve az ünnep résztvevői jelenlétében, mivel mindezek sértők a számukra. Sok helyen bőséges reggeliket rendeznek napfelkelte előtt, vagy késő esti vacsorát tartanak. A Ramazán vége, a Kuda Eid nagy ünnepnek számít.

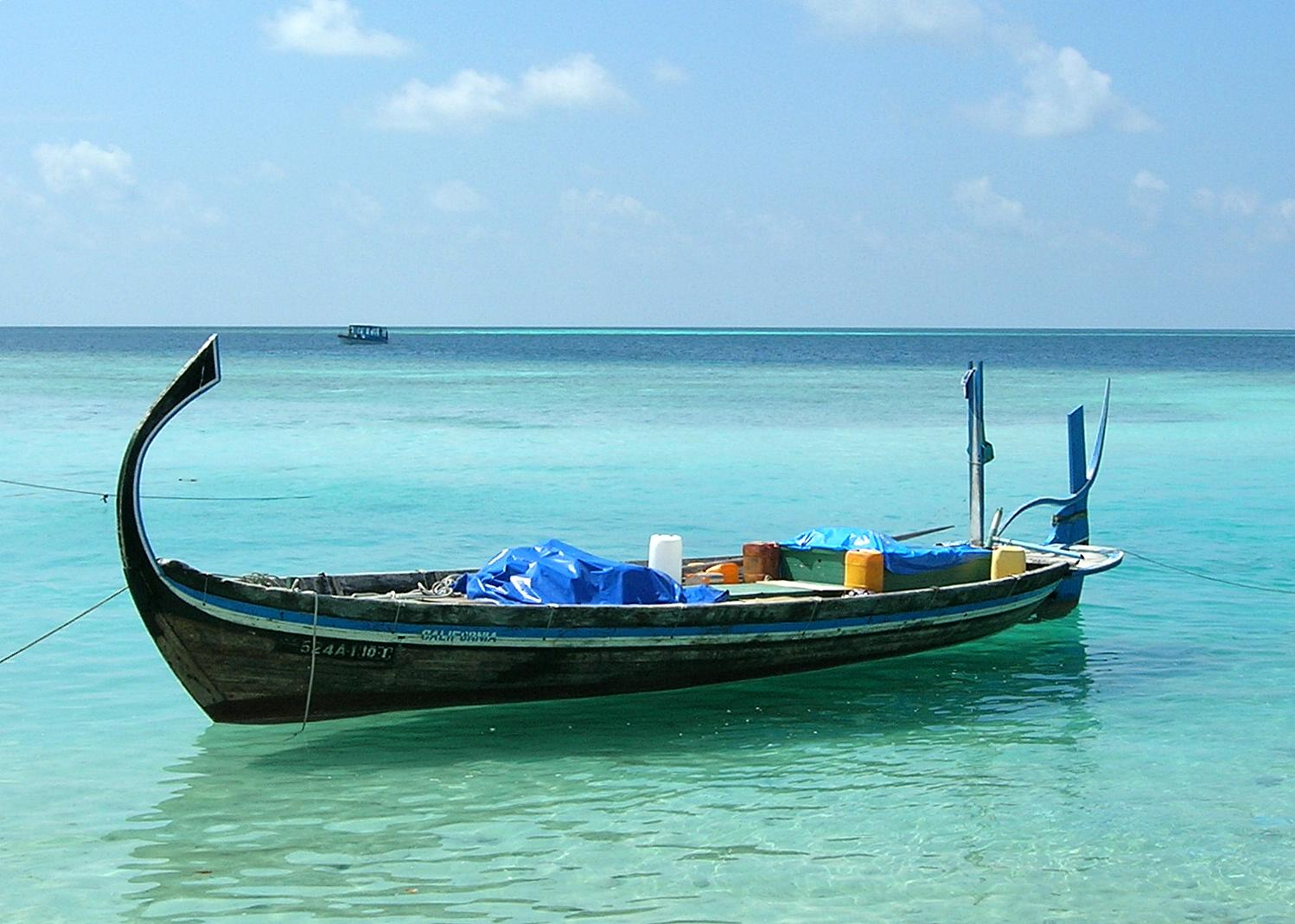
Dóni, a hagyományos halászcsónak

### Gasztronómia
A maldív konyha hagyományosan három alapanyagra hagyatkozik: kókuszdió, hal és keményítő. A kókuszdió belét lereszelik, a kinyert kókusztejet sajtolják vagy pedig étolajat készítenek belőle. Népszerű nemzeti étel a reggelire fogyasztott mas huni, amely tonhalból, hagymából, reszelt kókuszdióbélből és erőspaprikából készül. A kókusztejet curryhez és több más alapvető ételhez is adagolják.
Meghatározó, sőt mi több létfontosságú a halászat. A legfőbb halfajta a tonhal, melyet szárítva vagy frissen esznek. Az étrendben ezenkívül még egy sor másik halfajta is szerepel, s különböző ételekhez szolgálnak alapanyagként. Kereskedelmi forgalomban a tonhalat gyakran árulják szárított forgácsformában.
A keményítőket rizsből vagy növényi gumókból (édesburgonya, taró, tápióka) nyerik ki és liszthez keverik. A gumós növényeket sokszor fogyasztják főzve.
A zöldségfélékből a legfontosabbak a sütőtök, padlizsán, spárgatök, kígyóuborka, főzőbanán és bizonyos falevelek.

## Turizmus

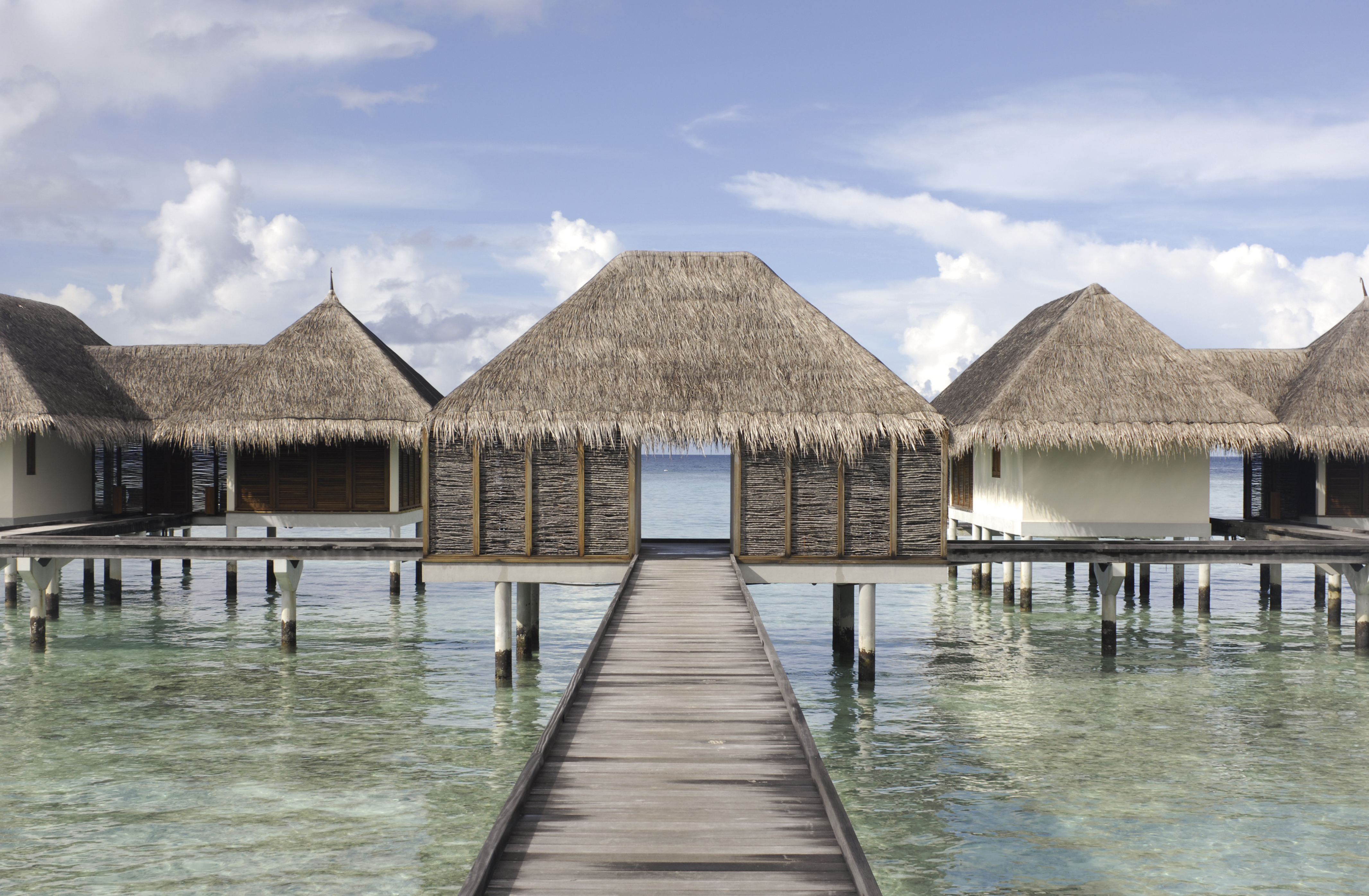
Pálmalevéltetős szálloda stégje

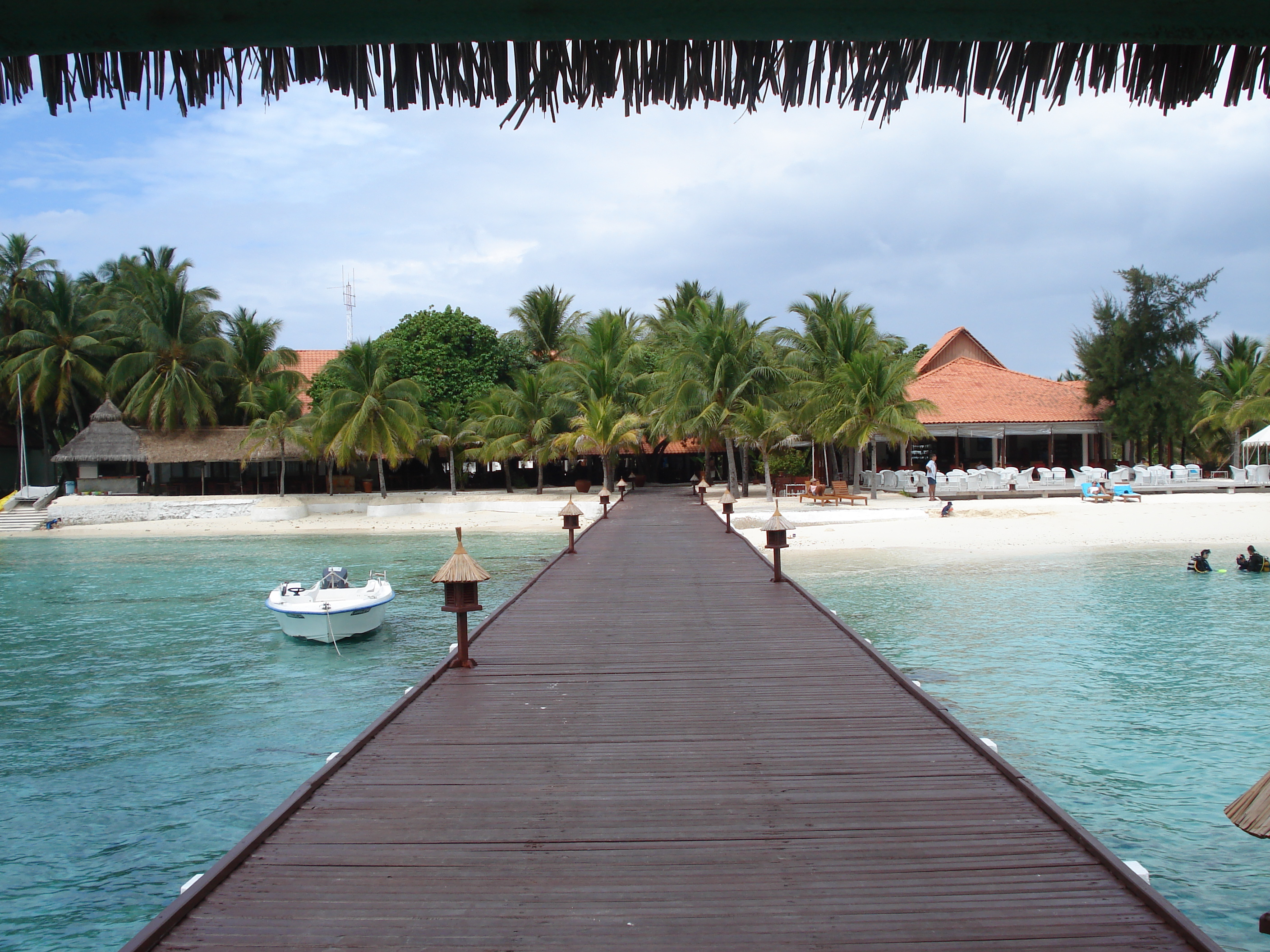

Az utóbbi években rohamosan fejlődött a turizmus, 2006-ban a nemzeti össztermék 30%-át adta.
A nyaralóhelyek többsége a hivatalos időhöz képest 1 órával előbbre állított órákat alkalmaz. A felsőrész nélküli fürdőzés vagy a meztelenség tilos. A fürdőhelyeken kívül tiltott az alkohol és a disznóhús fogyasztása.

## Ünnepek
- Jan. 1: Újév
- Máj. 1: A munka ünnepe
- Júl. 26: A Függetlenség Napja
- Nov. 3: Nemzeti ünnep
- Nov. 11: A Köztársaság Napja

Ezeken kívül megtartják a szokásos iszlám vallási ünnepeket.